# Karl Herzfeld
Karl Ferdinand Herzfeld (24. februar 1892 - 3. juni 1978) var en østrigsk-amerikansk fysiker, der især arbejdede med teoretisk fysik. Han startede sin karriere på Wien Universitet og flyttede herefter til Ludwig-Maximilians-Universität München i 1919. I 1926 blev han gæsteprofessor på Johns Hopkins University i USA, og dette udviklede sig til en fast professorstilling. Efter uenigheder med fakultetet flyttede han til The Catholic University of America i 1936, hvor han arbejdede frem til sin død i 1978.

## Opvækst og uddannelse
Herzfeld blev født i Wien, Østrig mens Huset Habsburg herskede over det Østrig-Ungarske rige. "Han kom fra en prominent, nylig assimileret jødisk familie." Hans fader var en fysiker og ordinær professor i obstetrik og gynækologi ved Wien Universitet. Hans moder, Camilla (født Herzog), var datter af en avisudgiver og søster til den organiske kemiker R. O. Herzog.
I 1902, da Herzfeld var 10 år gammel, blev han indskrevet på det private gymnasium Schottengymnasium, der blev drevet af Benediktinerordenen fra den romerskkatolske kirke, og den havde sit navn fra grundlæggerne, der kom fra Skotland: Han gik på denne skole frem til 1910, hvor han startede på Wien Universitet for at studere fysik og kemi. I 1912 tog han kurser på Zürich Universitet og Eidgenössische Technische Hochschule Zürich (ETH). Det var i Zürich, at han mødte Otto Stern, der gik på ETH; Herzfeld krediterede senere samtaler med Stern for sin dybe forståelse af termodynamik. I 1913 begyndte han at studerede på Georg-August-Universität Göttingen, hvorefter Herzfeld vendte tilbage til Wien og modtog et doktorat i 1914 under Friedrich Hasenöhrl, der var blevet leder af Instituttet for Teoretisk Fysik efter Ludwig Boltzmann havde begået selvmord i 1906.
Herzfelds doktorafhandling anvendte statistisk mekanik til gas af frie elektroner som en model til metalteori. Da han modtog sit doktorat havde han allerede udgivet seks videnskabelige artikler. I en af dem forsøgte han at udlede en teori for hydrogenatomet. Denne artikel blev udgivet i 1912, kort inden Niels Bohr indleverede sin første artikel om Bohrs atommodel for hydrogenatomet.
Da han modtog sit doktorat meldte Herzfeld sig frivilligt til tjeneste i den østrig-ungarske hær. Første verdenskrig brød ud kort efter, og han gjorde tjeneste i militæret frem til 1918, hvor han nåede at få en rang af førsteløjtnant. Herzfelds specialevejleder, Hasenörhl, blev også indkaldt som soldat under krigen og han blev dræbt ved fronten. Under sin tjeneste i militæret udgav Herzfeld seks artikler om statistisk mekanik anvendt på problemer inden for fysik og kemi, særligt på strukturen på stof i gas, væske fast form.
Efter krigen vendte Herzfeld tilbage til universitetet i Wien, men det var i en så dårlig økonomisk forfatning, at han flyttede til München i 1919 med det formål at studerede analytisk kemi og få et job i den kemiske industri i Tyskland, som havde høj anseelse. Først blev han assistent ved det fysisk-kemiske laboratorium under Kasimir Fajans ved Ludwig-Maximilians-Universität München (LMU). Efter han startede her fandt han dog ud af, at udfordringerne ved teoretisk fysik var mere hans smag. Han blev jus docendi i teoretisk fysik og teoretisk kemi ved LMU, og blev derfor langt mere associeret med Arnold Sommerfeld, der var ordinarius professor i teoretisk fysik og direktør for Institut for Teoretisk Fysik - en prominent organisation for studiet af atomare og molekylære strukturer. Fra 1925 og frem til han forlod LMU i 1926 var han extraordinarius professor i teoretisk fysik. På dette tidspunkt udførte Linus Pauling sine postdoc-studier med ham, og han var specialevejleder for Walter Heitler, der blev færdig i 1926. I 1925 udgav Herzfeld sin bog om kinetisk teori og statistisk mekanik, der blev en standard tekstbog på tysksprogede universiteter.

## Karriere
Det var i 1926 at Herzfeld fik et gæsteprofessorat på Johns Hopkins University i Baltimore, Maryland, som udviklede sig til en fast fakultetsansættelse. I 1930 og 1932 underviste han på Cooper Union og Fordham University i New York City.
Mens han var på Johns Hopkins udførte Herzeld omfattende forskning med kemikeren Francis O. Rice, der blev lektor samme år som Herzefeld ankom hertil. Deres videnskabelige artikel fra 1928 omhandlede molekylære vibrationers rolle i overførsel af energi mellem ultralydsbølger og gasmolekyler. Ved Johns Hopkins arbejdede Herzefld med andre europæiske kolleger på universitetets fysikfakultet, navnlig James Franck og Maria Goeppert-Mayer, der modtog nobelprisen i fysik i henholdsvis 1925 og 1963. Franck kom til Johns Hopkins efter at have forladt Tyskland i 1933, hvor han havde været ordinarius professor i eksperimentel fysik og direktør for Andet Institut for Eksperimentel Fysik ved Göttingen a Universitet og en tæt kollega til Max Born, der ledede Institut for Teoretisk Fysik på samme universitet. Goeppert-Mayer var Borns studerende, og hun sluttede sig til fakultet på Johns Hopkins i 1931. Goeppert-Mayer og Herzfeld udgav artikler om aggregeringsstadier og kernefusionsreaktioner. Herzfeld var medforfatter på flere artikler med Franck om fotosyntese, hvoraf den ene var efter de begge havde forladt Johns Hopkins. John Archibald Wheeler, der blev en prominent fysiker, tog sin ph.d. under Herzfeld i 1933.
I 1936 flyttede Herzfeld til The Catholic University of America i Washington, DC, hvor han blev frem til sin død i 1978. Han fik emeritusstatus i 1969 og forblev aktiv resten af sin levetid.
Årsagerne til at Herzfeld forlod Johns Hopkins blev beskrevet i et brev til Arnold Sommerfeld. En af de de primære årsager var universitetets dårlige finansielle situation, men der var dog også andre årsager. En af disse var hans forhold til R. W. Wood, der var professor i eksperimentel fysik og formand for fysikafdelingen, som var blevet ødelagt. J. A. Bearden, der var en anden eksperimentel fysiker, mente at der var for stor vægt på teoretisk fysik, og antallet af tyske fysikere i den lille afdeling var ude af balance. Bearden mistænkte også at Herzfeld havde bragt Franck til Johns Hopkins for at hjælpe med Herzfelds ambition om at blive formand for afdelingen. Derudover troede Bearden at Herzfeld havde været årsag til splid i afdelingen over sin store støtte til at forfremme Göppert-Mayer fra forskningsassistent til fastansat fakultetsmedlem. Herzfeld modtog tilbud fra både Fordham University og Catholic University, men ingen af dem appellerede synderligt, da de ikke havde stærke forskningsafdelinger. Mens han talte sin situation igennem med Isaiah Bowman, der var formand for Johns Hopkins, blev det klart at universitetets finansielle vanskeligheder muligvis vil kræve at fysikafdelingen skulle gøres mindre. På baggrund af dette accepterede Herzfeld et tilbud fra Catholic University. Herzfelds undervisningspligter og løn blev nogenlunde det samme som på Johns Hopkins, men der var færre administrative pligter, og han blev også formand for fysikafdelingen.
I 1938 blev Herzfeld gift med Regina Flannery, der var instruktør i antropologi på Catholic University. Da hun gik på pension i 1970 var hun blevet udnævnt som professor, og var blevet den første kvinder, der ledede afdelingen.
I slutningen af 1940'erne havde øget fokusset på Catholic University på kvantemekanikiske beregninger på elektroniske strukturer af fler-atmorae molekyler, og havde således etableret en respekteret position for universitetet inden for dette felt.
I 1959 samarbejdede Herzfeld og Theodore A. Litovitz om en bog, der delvist opsummerede Herzzfelds tanker om ultralyd siden hans artikel med F. O. Rice over 30 år tidligere. I 1966 udgav Herzfeld en review-artikel der opsummerede 50 års udvikling inden for fysisk ultralyd.

## Hæder
- 1958 - Valg til American Academy of Arts and Sciences[1]
- 1960 - Valg til National Academy of Sciences[1]
- 1964 - US Navy’s Meritorious Service Citation for sin tjeneste under anden verdenskrig[1]

### Artikler
- Karl F. Herzfeld Über ein Atommodell, das die Balmer'sche Wasserstoffserie aussendet, Sitzungsberichte der Koniglichen Akademie der Wissenschaften Wien 121(2a):593-601 (1912)
- Karl F. Herzfeld Zur Elektronentheorie der Metalle, Annalen der Physik (4) 41:27-52 [Herzfeld's doctoral dissertation at Vienna University under the direction of Professor Friedrich Hasenöhrl] (1913)
- Karl F. Herzfeld On Atomic Properties Which Make an Element a Metal, Physical Review 29:701-705 (1927)
- Karl F. Herzfeld and F. O. Rice Dispersion and absorption of high-frequency sound waves, Physical Review 31:691-95 (1928)
- Karl F. Herzfeld and Maria Goeppert-Mayer On the states of aggregation, Journal of Chemical Physics 2:38-45 (1934)
- Karl F. Herzfeld and M. Göppert-Mayer On the theory of fusion, Phys. Rev. 46:995-1001 (1935)
- Karl F. Herzfeld and James Franck An attempted theory of photosynthesis, J. Chem. Phys. 5:237-51 (1937)
- Karl F. Herzfeld and James Franck Contributions to a theory of photosynthesis, J. Phys. Chem. 45:978-1025 (1941)
- Karl F. Herzfeld Electron levels in polyatomic molecules having resonating double bonds, Chemical Reviews 41:233-56 (1947)
- Karl F. Herzfeld Nodal surfaces in molecular wave functions Review of Modern Physics 21:527-30 (1949)
- Karl F. Herzfeld Fifty Years of Physical Ultrasonics, The Journal of the Acoustical Society of America Volume 39, Issue 5A, pp. 813–825, The Catholic University of America, Washington, D. C. (Received 27 July 1965)

### Bøger
- Karl F. Herzfeld Zur Elektronentheorie der Metalle (Barth, 1913)
- Karl F. Herzfeld Physikalische und Elektrochemie In Encyklopädie der Mathematischen Wissenschften mit Einschluss ihrer Anwendungen Band V, Heft 6, pp. 947–1112 (Leipzig: B. G. Teubner, 1921)
- Karl F. Herzfeld Grösse und Bau der Moleküle In Handbuch der Physik 1st ed., band 22, ed. A. Smekal, pp. 386–519 (Berlin: Springer-Verlag, 1924) (second ed., band 24, 1933, pp. 1–252).
- Karl F. Herzrfeld, Kinetische Theorie der Wärme In Müller-Pouillets Lehrbuch der Physik Band 3 (Braunsweig: F. Viewig und Sohn, 1925)
- Karl F. Herzfeld Klassische Thermodynamik In Handbuch der Physik 1st ed., Band 9, pp. 1–140 (Berlin, Springer-Verlag, 1926)
- Karl F. Herzfeld and K. L. Wolf Absorption und dispersion In Handbuch der Physik 1st ed., Band 20, pp. 480–634 (Berlin: Springer-Verlag, 1928)
- Karl F. Herzfeld Gittertheorie der festen Körper In Handbuch der Experimental Physik Band 7, eds. W. Wien and F. Harms, pp. 325–422 (Leipzig: Akademische Verlagsgesellschaft, 1928)
- Karl F. Herzfeld and H. M. Smallwood The kinetic theory of gases and liquids In A Treatise on Physical Chemistry 2nd ed., vol. 1, ed. H. S. Taylor, pp. 73–217 (New York: Van Nostrand, 1931)
- Karl F. Herzfeld and H. M. Smallwood Imperfect gases and the liquid state In A Treatise on Physical Chemistry 2nd ed., vol. 1, ed. H. S. Taylor, pp. 219–250 (New York: Van Nostrand, 1931)
- Karl F. Herzfeld Relaxation phenomena in gases In Thermodynamics and Physics of Matter vol. 1, ed. F. Rossini, pp. 646–735 (Princeton, N.J.: Princeton University Press, 1955)
- Karl F. Herzfeld and V. Griffing Fundamental physics of gases In Thermodynamics and Physics of Matter vol. 1, ed. F. Rossini, pp. 111–176 (Princeton, N.J.: Princeton University Press, 1955)
- Karl F. Herzfeld and Theodore A. Litovitz Absorption and Dispersion of Ultrasonic Waves. Pure and Applied Physics Volume 7, (Academic Press, 1959)
- Karl F. Herzfeld Fundamental Physics of Gases (Princeton University Press, 1961)
- Karl F. Herzfeld Questions in Statistical Mechanics: Some Reactionary Viewpoints by Karl F Herzfeld (Center for Theoretical Studies, University of Miami, 1971)